# حشره‌خوار کیوو
 حشره‌خوار کیوو (نام علمی: Crocidura kivuana) نام یک گونه از سرده حشره‌خوارهای دندان‌سفید است.